# Gabi Luncă
Gabi Luncă (Vărbilău, 16 ottobre 1938 – Bucarest, 2 aprile 2021) è stata una cantante rumena di etnia rom, che si distinse nel genere di musica urbana lăutarească.

## Biografia
Suo padre era un lăutar, un violinista molto rispettato tra gli lăutari  perché era un "notista" (sapeva leggere la musica). La madre morì quando Gabi era molto giovane e questo lasciò un'impronta importante nella sua vita; molte delle sue canzoni trattano il tema della maternità.
Era una delle cantanti preferite del presidente rumeno Nicolae Ceauşescu e di sua moglie Elena.
Nell'ultima parte della sua vita, Gabi Lunca si convertì al Pentecostalismo e iniziò a cantare esclusivamente musica sacra.
Fu sposata con il fisarmonista Ion Stan-Onoriu dal quale ebbe la figlia Rebeca.
Gabi Luncă è morta nell'aprile 2021 all'età di 82 anni per complicazioni da COVID-19.